# Hypergerus atriceps
La prinia oropéndola (Hypergerus atriceps) es una especie de ave paseriforme de la familia Cisticolidae, y el único miembro del género Hypergerus. Se distribuye en el oeste de África, desde el sur de Senegal a Camerún y el norte de Zaire.

## Descripción
Mide unos 20 cm de largo incluyendo la cola. Tiene patas fuertes y un largo pico negro. Los adultos son de color oliva claro en la parte superior, amarillo en la parte inferior y tienen una capucha negra. El nombre común de la especie se debe a su parecido con los no relacionados pero igualmente negros y amarillos oriólidos. Ambos sexos son similares en apariencia, pero las aves juveniles son más apagadas.

## Comportamiento
Habita típicamente en matorrales densos, generalmente cerca del agua. Construye un gran nido desordenado suspendido de hojas de palmera. Como la mayoría de los cisticólidos, es insectívoro. La canción es un sonoro silbido a dueto toooo-ooo-eee-oooo, oooo-ooo-eee-oooo. El macho siempre guía el dúo y las hembras responden, aunque esto se hace de una manera  temporalmente más suelta.